# Jan Boedts

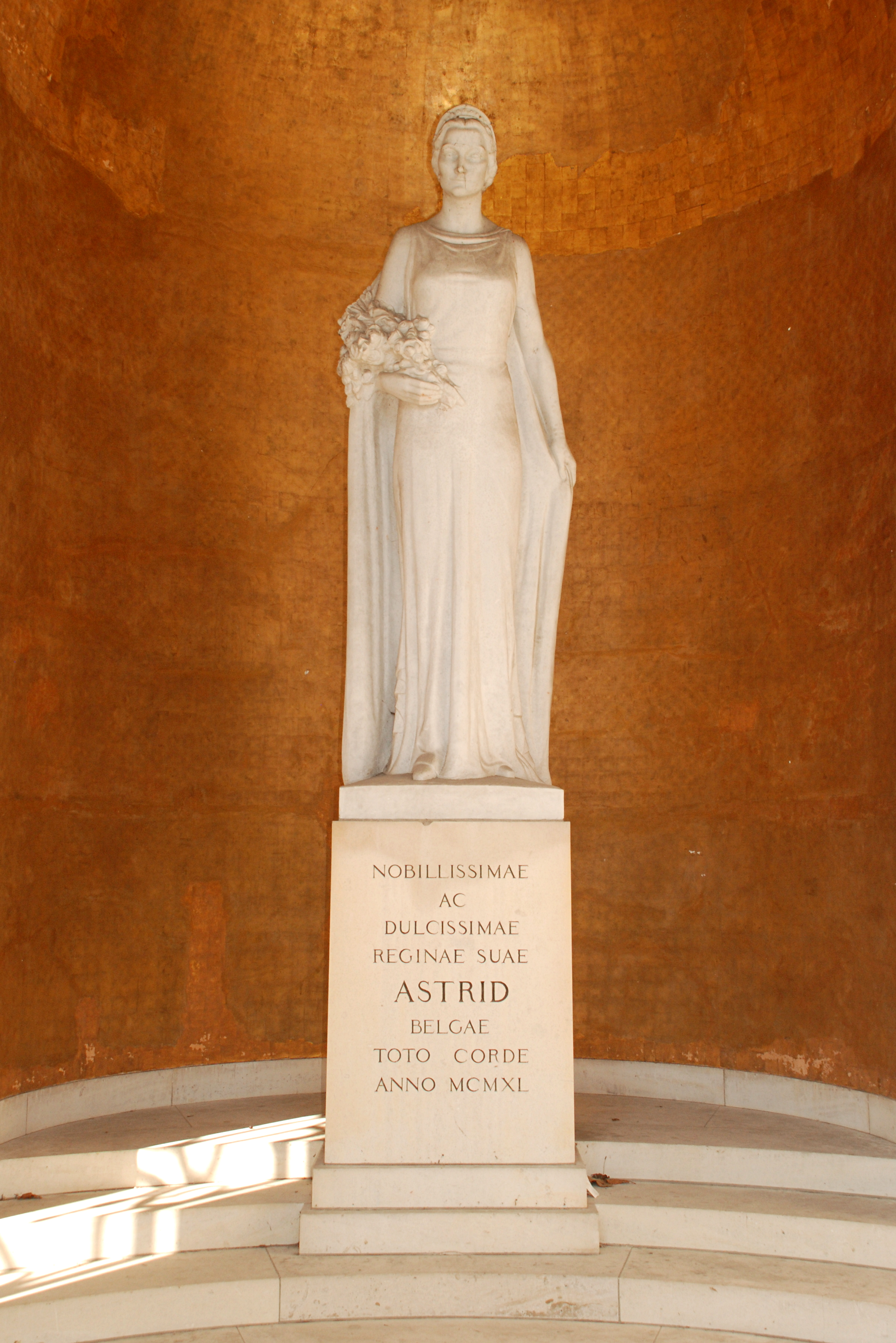
Koningin Astrid, Laken

Juan Marie Albert René Constant (Jan) Boedts (Tongeren, 19 december 1904 – Terhulpen, 4 februari 1973) was een Belgisch beeldhouwer.

## Leven en werk
Jan of Jean Boedts was de oudste zoon van brouwer Germain Marie Joseph Boedts en Jeanne Marie Sophina Sophia Christiaens. Het lag in de lijn der verwachting dat hij zijn vader zou opvolgen, maar hij koos een andere richting. Na de kunstambachtsschool van Maredsous studeerde hij aan de Academie in Luik en de Académie Julian in Parijs. Om zijn tijd in Parijs te kunnen betalen, verkocht hij beeldjes aan toeristen.  Hij vervolgde zijn studie bij Dante Sodini aan de Academie in Florence (1927-1929). Hij keerde terug naar België, waar hij in 1931 een atelier opende in Elsene. Boedts trouwde met Marie Van Quickenborne. Uit dit huwelijk werd zoon Paul Boedts geboren, die net als zijn vader beeldhouwer werd. 
Boedts maakte onder meer bustes, portretten, christelijk-religieuze beelden, figuurcomposities en bas-reliëfs. In 1932 won hij de Prix de Rome met zijn beeld Maternité. In opdracht van koning Leopold III maakte hij een carraramarmeren standbeeld van koningin Astrid (1905-1935), die hij twee weken voor haar overlijden nog heeft ontmoet. Het zou worden geplaatst in de in 1938 gebouwde Koningin Astrid Memorial in Laken en in mei 1940 worden onthuld. Door het uitbreken van de Tweede Wereldoorlog en de koningskwestie werd het nooit officieel onthuld en pas ina 1947 in Laken geplaatst. Op de wereldtentoonstelling van 1935 in Brussel was zijn portret van Auguste Piccard te zien. In 1936 nam hij, naast Jules Bernaerts, Jean Collard, Alphonse De Cuyper, Godefroid Devreese, Léandre Grandmoulin, Jules Heyndrickx, Fons Huylebroeck, Maurice Jansegers, Willy Kreitz, Frans Lamberechts, Charles Samuel, Louis Van Cutsem, Marcel Van de Perre, Georges Vandevoorde en Paul Wissaert, deel aan de beeldhouwkunstwedstrijden op de Olympische Zomerspelen in Berlijn.
In 1940 was hij korte tijd in Frankrijk, waar het idee opkwam voor het creëren van een Tuin van het Koninkrijk der Hemelen als een plek voor bezinning en een spirituele opstanding door kunst. Hij ontmoette de Belgische dichter Myriam Le Mayeur de Merprès, die zijn denkbeelden deelde en erover publiceerde. Ze gingen samen verder om in Tremelo de tuin daadwerkelijk vorm te geven. Boedts maakte tussen 1941 en 1952 zo'n 120 beelden voor de tuin, Le Mayeur voorzag de beelden van poëtische teksten.
Afrika
In 1953 vertrok Boedts met een staatsbeurs naar Belgisch-Congo, om een studie te maken van de verschillende Bantoevolken. In Burundi maakte hij onder meer Bahatu die water giet, een fonteinbeeld, en een terracotta fresco van 12,50 m voor de residentie van mwami Mwambutsa in de stad Gitega. Voor Openbare Werken in Bujumbura maakte hij een fresco van 6 bij 2,40 m. Boedts toonde zijn werk in het Congolees paviljoen op de  wereldtentoonstelling van 1958 en keerde daarna weer terug naar Congo. Door onlusten in het gebied week hij in 1960 uit naar Zuid-Afrika. Hij maakte er een bronzen buste van de Zuid-Afrikaanse premier Hendrik Verwoerd en een fontein in Kaapstad. 
In 1962 keerde Boedts terug naar België. Hij wilde er met Le Mayeur de draad oppakken van de Tuin van het Koninkrijk der Hemelen. Zij vertrok echter met een vriendin naar Spanje. In 1963 maakte hij het nationaal gedenkteken voor Pater Damiaan. Boedts hertrouwde in 1968 met Marie-Thérèse Sacco. Hij overleed vier jaar later, op 68-jarige leeftijd. In Tremelo werd de Jan Boedtsstraat naar hem vernoemd.

## Enkele werken
- 1932 Moeder met zoon aan de borst, bekroond bij de Prix de Rome.
- 1933 buste van prof. Auguste Piccard. Getoond in het paviljoen van de wetenschap in het Eeuwfeestpaleis tijdens de wereldtentoonstelling van 1935.
- 1933 buste van prins Albert van Luik
- 1935-1940 marmeren beeld van koningin Astrid, geplaatst in de Koningin Astrid Memorial in Laken.
- 1934-1936 allegorische gevelbeelden voor het Gerechtshof in Hasselt: wet, rechtvaardigheid en macht aan de Havermarkt en wijsheid (of voorzichtigheid) en welsprekendheid aan de Cellebroedersstraat. Aan weerszijden van de entree twee putti met een wapenschild, links het wapen van Limburg, rechts het wapen van België.
- 1939 gedenkmonument voor Alfons Jeurissen, Alfons Jeurissenstraat in Hassels. Oorspronkelijk op de hoek Toekomststraat/Luikersteenweg, in 1971 verhuisd naar de huidige locatie.
- 1940 beeld van Mozes in gramschap.
- ca. 1950 Onze-Lieve-Vrouw van Fatima voor de Fatimakapel in Tremelo.
- 1962 buste van premier Hendrik Verwoerd van Zuid-Afrika.
- 1963 standbeeld van Pater Damiaan in Tremelo.[6]
- fries voor het Centre des Instituts belges d'Afrique, 4 meter.
- grafmonument voor de familie Leclercq op de begraafplaats van Kain.
- zelfportret, geplaatst op zijn graf op de gemeentelijke begraafplaats van Tremelo.

## Fotogalerij

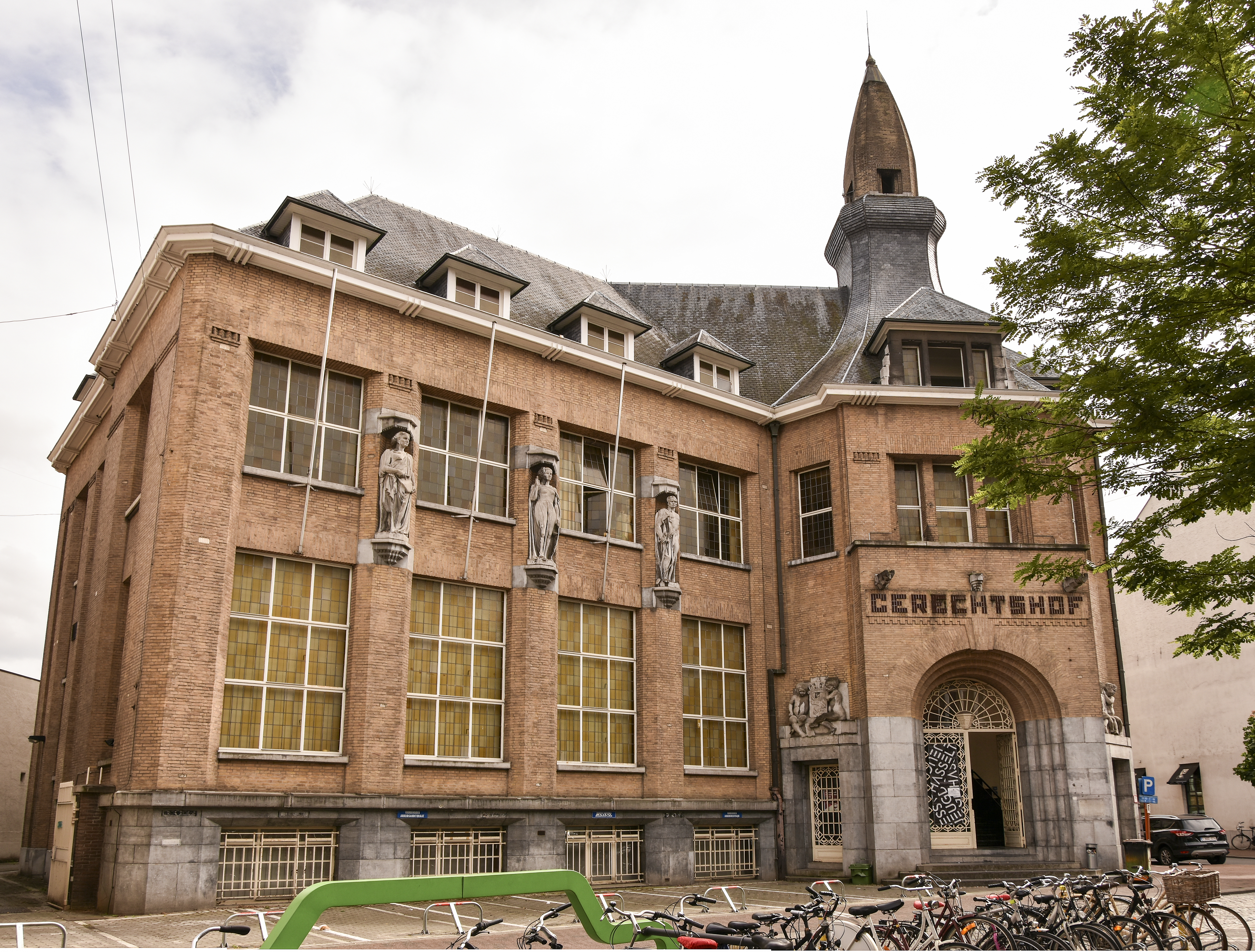
gevelbeelden Gerechtshof (1936), Hasselt
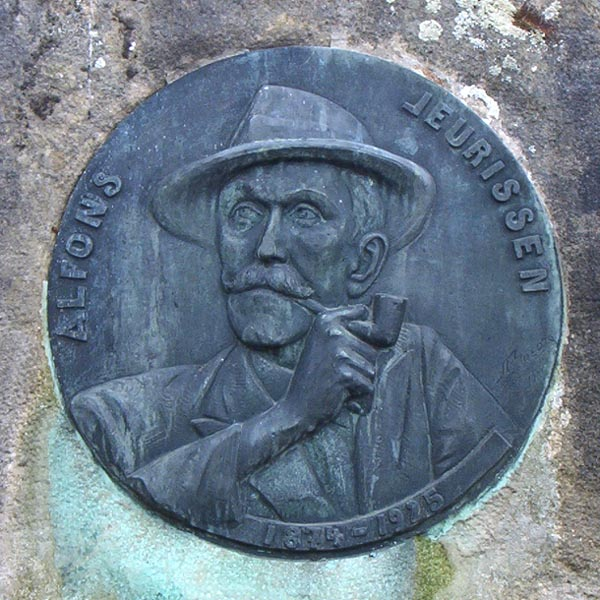
Alfons Jeurissen (1939), Hasselt

- RKD-Nederlands Instituut voor Kunstgeschiedenis: 9589